# Aulonocranus dewindti
Aulonocranus dewindti – gatunek słodkowodnej ryby z rodziny pielęgnicowatych (Cichlidae), jedyny przedstawiciel rodzaju Aulonocranus. Hodowany w akwariach.

## Występowanie
Gatunek endemiczny jeziora Tanganika oraz rzek Ruzizi i Lukuga w Afryce Wschodniej.

## Opis
Osiąga do 14 cm długości. 

## Status zagrożenia
Gatunek wpisany do Czerwonej księgi gatunków zagrożonych IUCN w kategorii LC (najmniejszej troski).